# Partei für Unversehrtheit und Entwicklung
Die Partei für Unversehrtheit und Entwicklung (arabisch حزب السلامة والتنمية, DMG Ḥizb as-salāma wa-t-tanmiya, auch übersetzt als „Partei für Sicherheit und Entwicklung“) ist eine dschihadistische Partei in Ägypten, die durch die Organisation al-Dschihad gestützt wird.
Die Hauptführer der Gruppe sind Mohammed Abu Samra und Kamal Habib.